# 庫基利尼基
49°11′7″N 24°48′39″E / 49.18528°N 24.81083°E
庫基利尼基（烏克蘭語：Кукільники），是烏克蘭西部的村莊，隸屬伊萬諾-弗蘭科夫斯克州的伊萬諾-弗蘭科夫斯克區。該村始建於1940年，面積18.1平方公里，2001年人口509，人口密度每平方公里28.1人。